# Johann Gustav Heckscher
Johann Gustav Wilhelm Moritz Heckscher, född den 26 december 1797 i Hamburg, död den 7 april 1865 i Wien, var en tysk statsman.
Heckscher, som var advokat i Hamburg, började 1840 redigera den politiska avdelningen i "Hamburger Nachrichten" samt invaldes 1848 i vorparlamentet och nationalförsamlingen, där han slöt sig till vänstra centern. I den 1848 bildade riksministären övertog Heckscher först justitie-, sedan utrikesportföljen. Under parlamentets förhandlingar om Malmöfördraget mellan Tyskland och Danmark samma år blev han utsatt för häftiga anfall och måste avgå som riksminister.
År 1849 organiserade han tillsammans med Carl Theodor Welcker, Paul Hermann, Joseph von Würth och andra det så kallade stortyska partiet, bekämpade sålunda förslaget om ett ärftligt tyskt kejsardöme med kungen av Preussen som kejsare, men kom med sina anhängare i minoritet vid författningsfrågans avgörande (27 mars 1849). Kort därefter återupptog Heckscher sin verksamhet som advokat i Hamburg. År 1853 blev han hanseatisk ministerresident i Wien.